# Kiskunlacháza
Kiskunlacháza là một làng thuộc hạt Pest, Hungary. Làng này có diện tích 93,5 km², dân số năm 2010 là 9086 người, mật độ 97 người/km².